# Dracula Untold
Pour les articles homonymes, voir Dracula (homonymie).
Pour plus de détails, voir Fiche technique et Distribution.
Dracula Untold ou Dracula inédit au Québec est un film fantastique américano-britannique-irlandais réalisé par Gary Shore, sorti en 2014.
Il devait être le premier film du Dark Universe, un univers fantastiquo-horrifique développé par Universal Pictures. Toutefois, en décembre 2016, Alex Kurtzman, réalisateur du film La Momie, a annoncé que Dracula Untold ne fera pas partie du canon de la franchise.

## Synopsis
En 1462, la Transylvanie vit une période de calme relatif sous le règne du prince Vlad III de Valachie et de son épouse bien-aimée Mirena. Ensemble, ils ont négocié la paix et la protection de leur peuple avec le puissant Empire ottoman dont la domination ne cesse de s’étendre en Europe de l’Est. Mais quand le sultan Mehmet II demande que mille jeunes hommes de Valachie, dont le propre fils de Vlad, Ingeras, soient arrachés à leur famille pour venir grossir les rangs de l’armée ottomane, le prince doit faire un choix : abandonner son fils au sultan, comme son père l’a fait avant lui, ou faire appel à une créature obscure pour combattre les Ottomans et par là même risquer d'assujettir son âme à la servitude éternelle.
Vlad se rend au pic de la Dent Brisée où il rencontre un vampire et conclut un accord faustien avec lui : il acquerra la force de cent hommes, la rapidité d’une étoile filante et les pouvoirs nécessaires pour anéantir ses ennemis, en l’échange de quoi, il sera accablé d’une insatiable soif de sang humain. S’il parvient à y résister pendant trois jours, Vlad redeviendra lui-même, et sera à même de continuer à protéger et gouverner son peuple, mais s’il cède à la tentation, il entrera dans le monde des ténèbres pour le restant de ses jours, condamné à se nourrir de sang humain et à perdre et détruire tous ceux qui lui sont chers.
Mille combattants de l'armée ottomane sont envoyés sur le château de Vlad. Le prince les défait rapidement. Il décide de partir avec une partie de son peuple vers un monastère en montagne, hors de portée des canons ottomans. Apprenant la défaite, Mehmet met en route cent mille hommes. Vlad met à nouveau l'armée en déroute, mais sa femme tombe du haut d'une falaise et son fils est enlevé. Mourante, sa femme lui demande de boire son sang pour allonger la durée de ses pouvoirs, et ainsi sauver leur fils. Vlad boit alors son sang. Souhaitant prendre sa revanche, il fait boire son sang à plusieurs membres de son peuple mourant. Ils massacrent alors l'armée du sultan, Ingeras repart avec un religieux. Lorsque le soleil réapparait à la fin de la bataille, les vampires qui ne sont pas abrités se consument. Un homme, désirant être le serviteur de Vlad, lui redonne la vie en lui faisant boire de son sang.
Ingeras est finalement couronné, prenant la succession de son père.
Vlad survit jusqu'à l'époque contemporaine, où il rencontre une femme nommée Mina qui ressemble de manière frappante à son épouse Mirena. Il est suivi par le vampire l'ayant transformé.

## Fiche technique
Sauf indication contraire, les informations mentionnées dans cette section peuvent être confirmées par la base de données cinématographiques IMDb,  présente dans la section « Liens externes ».
- Titre original et français : Dracula Untold
- Titre québécois : Dracula inédit
- Réalisation : Gary Shore
- Scénario : Matt Sazama et Burk Sharpless, d'après Dracula de Bram Stoker
- Musique : Ramin Djawadi
- Direction artistique : Michael Turner, Paul Inglis, David Doran, Heather Greenlees, Elaine Kusmishko et Luigi Marchione
- Décors : François Audouy et Paki Smith
- Costumes : Ngila Dickson
- Maquillage : Mark Coulier
- Photographie : John Schwartzman
- Son : Donnie Little, David Young, Frank A. Montaño, Jon Taylor
- Montage : Richard Pearson
- Production : Michael De Luca

Production associée : Bobby Leigh
Production déléguée : Thomas Tull, Joseph M. Caracciolo Jr., Jon Jashni et Alissa Phillips
- Sociétés de production[2] : Michael De Luca Productions
  - Avec la participation de : Universal Pictures et Legendary Entertainment
  - Présenté en association avec (Japon) : Dentsu et Fuji Television Network
- Sociétés de distribution[2] : 
  - États-Unis, Canada : Universal Pictures
  - Royaume-Uni, France, Belgique : Universal Pictures International (UPI)
  - Japon : Toho-Towa
- Budget : 70 millions de $[3]
- Pays d’origine :  États-Unis,  Royaume-Uni,  Irlande
- Langue originale : anglais, turc
- Format[4] : couleur - 35 mm - 2,39:1 (Cinémascope) (Panavision) - son Dolby Digital | Dolby Atmos | Dolby Surround 7.1 | SDDS | Datasat
- Genre : action, drame, fantastique, épouvante-horreur
- Durée : 92 minutes
- Dates de sortie[5] :
  - France, Belgique : 1er octobre 2014
  - Royaume-Uni, Irlande : 3 octobre 2014
  - États-Unis, Canada : 10 octobre 2014
  - Chine : 18 avril 2015 (Festival international du film de Pékin)
- Classification[6] :
  -  États-Unis : Accord parental recommandé, film déconseillé aux moins de 13 ans (PG-13 - Parents Strongly Cautioned)[Note 1].
  -  Royaume-Uni : Interdit aux moins de 15 ans (15 - Suitable only for 15 years and over).
  -  Irlande : Interdit aux moins de 15 ans, sauf s'ils sont accompagnés d'un adulte (15A - Minimum age for admission is 15)[Note 2].
  -  France : Tous publics avec avertissement (visa d'exploitation no 140557 délivré le 29 septembre 2014)[7],[Note 3].

## Distribution
- Luke Evans (VF : Raphaël Cohen ; VQ : Louis-Philippe Dandenault) : Vlad Tepes / le comte Dracula
- Sarah Gadon (VF : Chloé Berthier ; VQ : Émilie Bibeau) : Mirena / Mina
- Dominic Cooper (VF : Cédric Chevalme ; VQ : Claude Gagnon) : Mehmet II
- Art Parkinson (VF : Octave Jagora ; VQ : Clifford Leduc-Vaillancourt) : Ingeras
- Charles Dance (VF : Féodor Atkine ; VQ : Vincent Davy) : le maître vampire
- Diarmaid Murtagh (VF : Frédéric Andrau ; VQ : Frédérik Zacharek) : Dimitru
- Paul Kaye (VF : Stéphane Roux ; VQ : François Godin) : frère Lucian
- William Houston (VF : Luc-Antoine Diquéro ; VQ : Sylvain Hétu) : Cazan
- Noah Huntley (VF : Emmanuel Gradi ; VQ : Patrice Dubois) : le capitaine Petru
- Ronan Vibert (VF : Laurent Desponds) : Simion « The Wise »
- Jakub Gierszał : Acemi
- Zach McGowan (VF : Arnaud Bedouët ; VQ : Tristan Harvey) : Shkelgim
- Ferdinand Kingsley (VF : Stéphane Fourreau) : Hamza Bay
- Joseph Long (VF : Gérard Dessalles) : le général Omer
- Dilan Gwyn (en) : la gouvernante
- Charlie Cox (non crédité)
- Samantha Barks : Baba Yaga (scènes supprimées au montage)
- Thor Kristjansson (VF : Hugo Brunswick) : le turc aux yeux clairs
- Arkie Reece (VF : Gunther Germain) : le général Ismail

Source et légende : version française (VF) sur AlloDoublage ; version québécoise (VQ) sur Doublage Québec

## Distinctions
Entre 2014 et 2015, Dracula Untold a été sélectionné 8 fois dans diverses catégories et a remporté 3 récompenses

### Récompenses
- Prix de la bande-annonce dorée 2015 :
  - Prix de la bande-annonce dorée de la meilleure affiche de film d'horreur décerné à Universal Pictures et Ignition Print.
- Saturn Awards - Académie des films de science-fiction, fantastique et d'horreur 2015 :
  - Prix Saturn du meilleur film d'horreur,
  - Prix Saturn des meilleurs costumes décerné à Ngila Dickson.

### Nominations
- Prix Rondo Hatton horreur classique 2014 (Rondo Hatton Classic Horror Awards) : meilleur film pour Gary Shore.
- Prix de la bande-annonce dorée 2015 : meilleure musique pour Universal Pictures et AV Squad.
- Prix du public 2015 : film thriller préféré.
- Prix Fangoria Chainsaw 2015 : meilleur film à large diffusion pour Gary Shore.
- Saturn Awards - Académie des films de science-fiction, fantastique et d'horreur 2015 :
  - Meilleur maquillage pour Mark Coulier et Daniel Phillips.

## Box office
Le film a rapporté dans le monde un montant estimé à 217 124 280 $ soit le triple de son budget initial, ce qui en fait un incontestable succès financier pour Universal. Malgré ce fait, le studio a décidé au vu des mauvaises critiques de ne pas poursuivre avec le personnage dans la nouvelle franchise consacrée aux monstres du studio.